# Joachim Richter (Chemiker)
Joachim Richter (* 19. Dezember 1937 in Eitorf) ist ein deutscher Chemiker und emeritierter Professor für Physikalische Chemie an der RWTH Aachen.

## Leben und Werk
Richter wuchs in Mönchengladbach auf und besuchte dort das Gymnasium Odenkirchen. Er studierte Chemie an der Christian-Albrechts-Universität zu Kiel und an der RWTH Aachen, wo er im Jahr 1967 im Arbeitskreis von Rolf Haase promovierte. Im Jahr 1972 habilitierte Richter über das Thema Diffusion in Salzschmelzen. Im Jahr 1980 übernahm Richter den Lehrstuhl für Physikalische Chemie; 2002 wurde er emeritiert.
Die Thermodynamik und Transportvorgänge in Salzschmelzen und ionischen Flüssigkeiten bildeten einen Schwerpunkt seiner folgenden wissenschaftlichen Arbeit. Ein zweiter Schwerpunkt bildete die Physikalische Chemie unter Weltraumbedingungen. Er untersuchte dabei Transportprozesse unter Mikrogravitationsbedingungen. Für seine Arbeiten auf diesem Gebiet wurden im Jahr 2002 in die International Society of Astronautics aufgenommen.